# پکا سیهوولا
پکا سیهوولا (فنلاندی: Pekka Sihvola؛ زادهٔ ۲۲ آوریل ۱۹۸۴) بازیکن فوتبال اهل فنلاند است.
از باشگاه‌هایی که در آن بازی کرده‌است می‌توان به باشگاه فوتبال هاکا، باشگاه فوتبال میپا، و باشگاه فوتبال اچ‌آی‌اف‌کی اشاره کرد.
وی همچنین در تیم ملی فوتبال فنلاند بازی کرده‌است.